# United Ploiești
Le United Ploiești était un club roumain de football, basé à Ploiești et aujourd'hui disparu.
Son unique fait de gloire est un titre de champion de Roumanie en 1912.

## Histoire
Le club a été fondé en 1906 par les employés américains et néerlandais des Raffineries Pétrolières dans la vallée de la Prahova, sous la présidence de l'ingénieur Jacob Koppes. En 1911, les premiers joueurs roumains font leur apparition dans l'équipe. Le club est sacré champion à la fin de la saison 1911-1912, gagnant à Ploiești face à l'Olimpia Bucarest sur le score de 6 buts à 2. À partir de 1914, les joueurs étrangers de l'équipe commencent à quitter le pays, et United doit être dissoute juste avant la Première Guerre mondiale. Les joueurs et le staff restant en Roumanie se répartissent entre 2 clubs, Romana-Americana Bucarest et Prahova Ploiești.